# Мирослав Штаткић
Мирослав Штаткић (Призрен, 1951) српски је композитор, музички педагог и редовни професор у пензији Академије уметности у Новом Саду.

## Биографија
Мирослав Штаткић је рођен у Призрену 1951. године. Музичку школу је завршио у Призрену, а Факултет музичке уметности у Београду, на Одсеку за композицију, у класи професора Енрика Јосифа, а у истој класи је завршио и последипломске студије. Усавршавао се у Западном Берлину код професора Исанга Јуна на Високој школи за уметност као стипендиста немачке владе (ДААД) 1983/84. године.
У Српском народном позоришту у Новом Саду ради као корепетитор од 1977. до 1979, а затим прелази да ради на Академији уметности у Новом Саду. У овој институцији је радио као асистент приправник, асистент, доцент (два реизбора), ванредни и редовни професор (од 1987. године). Предавао је неколико дисциплина: Структуралну анализу музичког дела, Познавање хорске литературе, Тонски слог са аранжирањем, Оркестрацију и Композицију.
Радио је на Универзитету у Црној Гори на Музикој академији Цетиње, од 2001. до 2005. године, где је поново биран у звање редовног професора према правилима Универзитета Црне Горе, и предавао је неколико стручно-уметничких предмета: Хармонију са хармонском анализом, Анализу стилова и Композицију на последипломским студијама. Године 2005. враћа се на Академију уметности у Новом Саду и предаје у звању редовног професора више дисциплина: Хармонију са хармонском анализом, Тонски слог са аранжирањем, Електронску музику, Музичку технологију, Оркестрацију и Композицију.
Од 1978. интензивно учествује у раду многих уметничких и стручних удружења у Војводини (Србија), Србији и Црној Гори (председник Савеза музичких педагога Војводине, председник Савеза аматера Војводине, председник Удружења композитора Војводине, члан Управног одбора СОКОЈ-а, члан Савета Академије уметности у Новом Саду, шеф Катедре за композицију и дириговање Академије уметности у Новом Саду, шеф Катедре за стручно-теоријске предмете на Музичкој академији на Цетињу, продекан Музичке академије на Цетињу, Шеф Катедре за Композицију и Стручно теоријске предмете Академије уметности на Департману за музичку уметност).
Добитник је више награда за уметничку делатност струковних и композиторских удружења, као и музичких асоцијација, и признања и награда друштвених институција културе, локалних заједница и друштвених организација.
Добитник је Октобарске награде града Новог Сада 1998. године.
За 39 година уметничког рада написао је преко 300 композиција — око 70 симфонијских дела, великог броја камерних, солистичких, вокалних, вокално-инструменталних, електроакустичких, мултимедијалних и сценских дела. Писао је и примењену музику, као и музику за позоришне представе и радио-телевизијске пројекте.

## Одабрана дела
- Дијалози, за клавир и симфонијски оркестар.
- Симфоније: „Атос“, „Сеобе“ и „Алфа“.
- Опере: „Ленка“, „Теодора“ и „Бој на Косову“.
- Електроакустична музика: „Јапан“, „Дрво живота“ и „Библијске приче“.[2]